# Högseröds socken
Högseröds socken i Skåne ingick i Frosta härad, ingår sedan 1971 i Eslövs kommun och motsvarar från 2016 Högseröds distrikt.
Socknens areal är 29,74 kvadratkilometer varav 29,49 land. År 2000 fanns här 1 256 invånare.  En del av tätorten Löberöd samt kyrkbyn Högseröd med sockenkyrkan Högseröds kyrka ligger i socknen. 

## Administrativ historik
Socknen har medeltida ursprung. 
Vid kommunreformen 1862 övergick socknens ansvar för de kyrkliga frågorna till Högseröds församling och för de borgerliga frågorna bildades Högseröds landskommun. Landskommunen uppgick 1952 i Löberöds landskommun som 1971 uppgick i Eslövs kommun. Församlingen uppgick 2006 i Löberöds församling.
1 januari 2016 inrättades distriktet Högseröd, med samma omfattning som församlingen hade 1999/2000.  
Socknen har tillhört län, fögderier, tingslag och domsagor enligt vad som beskrivs i artikeln Frosta härad. De indelta soldaterna tillhörde Södra skånska infanteriregementet, Färs kompani, Norra skånska infanteriregementet, Frosta kompani och Skånska dragonregementet, Sallerups skvadron, Sallerups kompani.

## Geografi
Högseröds socken ligger sydväst om Hörby med Bråån i norr. Socknen är en svagt kuperad odlingsbygd.

## Fornlämningar
Från stenåldern är lösfynd och boplatser funna. 

## Namnet
Namnet skrevs 1349 Högzrydh och kommer från kyrkbyn. Efterleden innehåller ryd, 'röjning'. Förleden innehåller ett mansnamn, Hök eller Högh.
I kyrkböcker från 1800-talet skrivs namnet oftast Höxeröd.